# Elecciones presidenciales de Corea del Sur de 2002
Las elecciones presidenciales de Corea del Sur de 2002 se realizaron el jueves 19 de diciembre de 2002. 
La tasa de participación alcanzó el 70,8 %, lo que representó una caída respecto a 1997 cuando fue de 80,7 %.  Resultó elegido Roh Moo-Hyun del Partido Democrático del Milenio (del coreano: 새천년민주당).

## Resultados
| Candidato       | Partido                         | Votos      | %      | %     |
| --------------- | ------------------------------- | ---------- | ------ | ----- |
| Roh Moo-hyun    | Partido Democrático del Milenio | 12.014.277 | 48.91% |       |
| Lee Hoi-chang   | Gran Partido Nacional           | 11.443.297 | 46.59% |       |
| Kwon Young-ghil | Partido Democrático Laborista   | 957.148    | 3.90%  | 3.90% |
| Lee Han-dong    | Nación Unida                    | 74.027     | 0.3%   | 0.3%  |
| Kim Gil-soo     | Partido Defensores Nacionales   | 51.104     | 0.2%   | 0.2%  |
| Kim Yeong-Gyu   | Partido Socialista de Corea     | 22.063     | 0.1%   | 0.1%  |
| Nulos           | Nulos                           | 223.047    | 0.6%   | 0.6%  |
| Total           | Total                           | 24.784.963 | 100%   | 100%  |